# Torre Gardoš
La Torre Gardoš (en serbio: Кула на Гардошу) es una torre monumental ubicada en Belgrado, la capital del país europeo de Serbia. Tiene una altura de 36 m y un diámetro de 18 m en la base. Se construyó y se inauguró oficialmente el 20 de agosto de 1896 para celebrar los mil años del asentamiento húngaro en la llanura de Panonia. Como parte del casco antiguo del barrio de Zemun, también se encuentra en el centro de la Fortaleza de Zemun, por lo que la torre está protegida tanto como unidad espacial Histórico Cultural de gran importancia, y como un monumento protegido de la Cultura.